# 2018년 아시안 게임 근대5종
2018년 아시안 게임 근대5종 종목은 2018년 8월 31일부터 9월 1일까지 인도네시아 티가락사의 APM 승마 센터에서 치러진다.
지난 대회와는 달리 단체전 종목이 빠지고, 남녀 개인전만 치러진다.

## 일정
모든 시간은 인도네시아 서부 표준시 (UTC+7) 기준이다.
| 종목         | 날짜     | 시작시간 |
| ------------ | -------- | -------- |
| 여자 근대5종 | 8월 31일 | 09:00    |
| 남자 근대5종 | 9월 1일  | 09:00    |

## 참가국
| - 중화인민공화국 (4) - 인도네시아 (4) - 일본 (4) - 카자흐스탄 (4) | - 키르기스스탄 (4) - 몽골 (1) - 대한민국 (4) - 태국 (4) |

## 메달리스트
| 종목             | 금                    | 은                    | 동                    |
| ---------------- | --------------------- | --------------------- | --------------------- |
| 남자 개인 자세히 | 전웅태 대한민국 (KOR) | 이지훈 대한민국 (KOR) | 뤄솨이 중국 (CHN)     |
| 여자 개인 자세히 | 장밍위 중국 (CHN)     | 김세희 대한민국 (KOR) | 김선우 대한민국 (KOR) |